# Islas Rosh Hanikra
Las islas Rosh Hanikra (en hebreo: איי ראש הנקרה, Iye Rosh Hanikra) 
forman un archipiélago constituido por tres islas llamadas Shahaf, Nahalieli y T'chelet, y se encuentran a unos 800 metros de la costa de Israel cerca de Rosh Hanikra.   Estas islas son una unidad geológica única con las islas Achziv, que están más al sur. La profundidad del agua de mar que les rodea es de aproximadamente entre 7 y 9 metros. Las islas de Rosh Hanikra se caracterizan por muchas piscinas naturales que proporcionan un hábitat natural para diversas formas de vida.